# Alpine Astrovillage

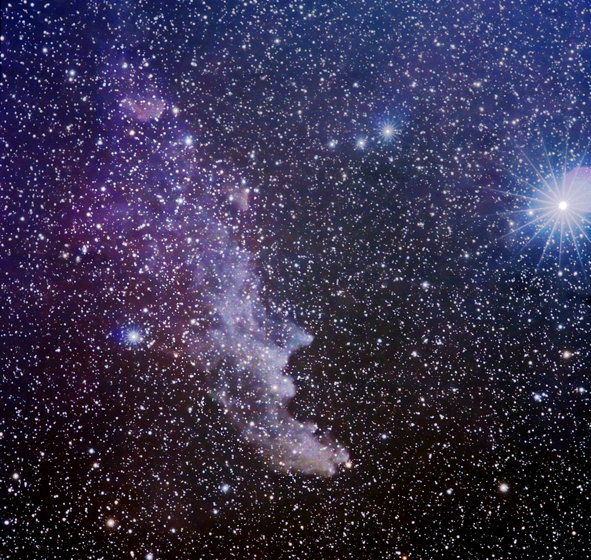
Hlava čarodějnice v mlhovině IC 2118, fotografována z AAV centra v lednu 2012. Jedná se o velmi jemnou mlhovinu, o které se předpokládá, že je zbytkem supernovy nebo plynového mraku, osvíceného blízkou superobří hvězdou Rigel v souhvězdí Orion

Alpine Astrovillage celým jménem Alpine Astrovillage Lü-Stailas (AAV) je astrofotografické centrum v Alpách východního Švýcarska v oblasti Val Müstair v kantonu Graubünden. Bylo založené Drs. Václavem a Jitkou Ourednikovými v Mezinárodním roce Astronomie 2009. Centrum Alpine Astrovillage Lü-Stailas ("Světlo hvězd" v rétorománštině kantonu Graubünden), se nachází v Biosférické reservaci UNESCO, nazvané "Val Müstair - Švýcarský národní park" (UNESCO Biosphere Val Müstair Parc Naziunal). Centrum AAV je pro svou geografickou polohu v nadmořské výšce 2000 metrů, kvalitou oblohy s minimálním světelným znečištěním pro astronomická pozorování a focení ve střední Evropě zcela výjimečné. Pořádají se zde několikadenní kurzy astrofotografie a orientace na noční obloze. Ve spolupráci se školami centrum poskytuje vedení praktických částí maturit a seminárních prací. AAV také organizuje astrofotografické cesty a návštěvy velkých světových observatoří a nejtemnějších oblastí naší planety. Centrum je několik let držitelem titulu Erlebnis-Perle des Kantons Graubünden. Přispívá k uchování posledních oáz čistého temného nebe nad Evropou pro další generace.